# Владислав II Дан
Владислав II Дан (рум. Vladislav al II-lea) (р.н.н. — 20/22 серпня 1456) — господар Волощини протягом 1447–1448 і 1448–1456 років з династії Басарабів. Був сином чи онуком Дана II.

## Біографія
Посів трон 1447 року внаслідок змови бояр за збройної підтримки трансільванського воєводи Яноша Гуньяді після вбивства господарів Влада II Дракула і Мірча II. Можливо, брав участь 1448 року у Другій битві на Косовому полі. Через рік його прогнали турки, посадивши на трон сина і брата загиблих господарів Влада III Дракула. Завдяки угорській збройній допомозі повернув собі трон, але цього разу намагався бути нейтральним щодо Угорщини і Османської імперії. Відновив сплату туркам данину, за що угорці захопили Фегераш та Амлаш. Провів 1452 року грошову реформу, отримавши незалежність від Угорщини й ходження грошей в Османській імперії. Після смерті Гуняді Влад III Дракула за підтримки турків атакував Волощину, розбив військо Владислава II й наказав його стратити, як помсту за батька і брата. Можливо, вбитий Владислав II був виданий боярами.